# Lolo Zouaï
Lolo Zouaï, pseudonimo di Laureen Rebeh Zouaï (Parigi, 5 marzo 1995), è una cantautrice francese naturalizzata statunitense di origini algerine.
Nel corso della sua carriera ha pubblicato due album e due EP, oltre a vincere un Grammy Award grazie al suo ruolo di co-autrice del brano Still Down di H.E.R.

## Biografia
Nata a Parigi da madre francese e padre algerino, si trasferisce negli Stati Uniti all'età di 3 anni per poi stabilirsi nella zona di San Francisco. Inizia a pubblicare musica in maniera indipendente nel 2016. Nel 2018 apre alcuni concerti per Alina Baraz. Nel 2019, dopo aver firmato un accordo discografico con RCA Records, l'artista pubblica dapprima l'EP Ocean Beach e successivamente l'album di debutto High Highs to Low Lows, che ottiene il plauso della critica e le consente di venire citata dal The Guardian come uno dei un artista da "tenere d'occhio". Segue un tour da headliner atto a promuovere il progetto.
Sempre nel 2019, grazie al suo ruolo di co-autrice del brano di H.E.R. Still Down, il quale era stato incluso nell'album eponimo dell'artista, Lolo Zouaï vince il suo primo Grammy Award: l'album trionfa infatti nella categoria album dell'anno, facendo sì che tutti gli autori che hanno preso parte al progetto vengano insigniti dal premio. Nel 2020 pubblica l'EP Beautiful Lies. Tra 2021 e 2020 l'artista apre diversi concerti del Future Nostalgia Tour di Dua Lipa, oltre a pubblicare diversi singoli. Nell'ottobre 2022 pubblica il suo secondo album in studio Playgirl, ancora una volta via RCA Records.

## Discografia

### Album
- 2019 – High Highs to Low Lows
- 2022 – PLAYGIRL

### EP
- 2019 – Ocean Beach
- 2020 – Beautiful Lies

### Singoli
- 2016 – So Real
- 2016 – IDR
- 2017 – High Highs to Low Lows
- 2018 – Blue
- 2018 – Brooklyn Love
- 2018 – Desert Rose
- 2018 – For the Crowd
- 2018 – Challenge
- 2019 – Ride
- 2019 – Moi
- 2020 – It's My Fault
- 2020 – Alone with You
- 2020 – Beautiful Lies (Cold)
- 2021 – Galipette
- 2021 – Scooter
- 2022 – Give Me a Kiss
- 2022 – Blur
- 2022 – pl4yg1rl